# Sara Maliqi
Sara Maliqi (* 9. Oktober 1995 in Kaçanik, Kosovo) ist eine albanische und kosovarische Fußballspielerin, die als Verteidigerin für den albanischen Verein KFF Vllaznia spielte.

## Karriere
Maiiqi spieltre als Kind auf den Straßen ihrer Heimatstadt Kaçanik. Als sie 13 Jahre alt war, wurde dort erstmals ein Training für Mädchen angeboten. Drei Jahre später erhielt sie erste Angebote von Teams aus Albanien. Sie begann, in Shkodra für Vllaznia zu spielen. Mit Vllaznia gewann sie wiederholt die Meisterschaft – Vllaznia wurde 2023 zum zehnten Mal in Folge Meister. Sie spielte so regelmäßig in der UEFA Women’s Champions League, unter anderem 2022/23, als die Albanerinnen erstmals bis in die Gruppenphase vorstießen.
Maliqi entschied sich, für Albanien und nicht für Kosovo aufzulaufen. Während ihrer internationalen Karriere bestritt Maliqi 58 Länderspiele für Albanien. Sie war Teil des Nationalteams während der Qualifikation zur Frauen-Weltmeisterschaft 2019. Am 4. Juni 2024 gab sie nach ihrem 58. und letzten Länderspiel gegen Luxemburg in der Elbasan Arena ihren Rücktritt aus der Nationalmannschaft bekannt. Sie war zu diesem Zeitpunkt Rekordspielerin mit den meisten Einsätzen für Albanien.